# Prikupljanje hrane
Prikupljanje hrane je praksa sakupljanja biljaka iz njihovog prirodnog ili 'divljeg' staništa, prvenstveno u prehrambene ili medicinske svrhe. Primjenjuje se na nekultivisane biljke gde god se mogu naći i nije nužno ograničena na područja divljine. Često su uključena etička razmatranja, kao što je zaštita ugroženih vrsta, potencijal za iscrpljivanje zajedničkih resursa, a u kontekstu privatne svojine, sprečavanje krađe vrednih biljaka, na primer, ginsenga.
Kada se prikupljanje u divljini obavlja održivo i sa odgovarajućim poštovanjem, uglavnom se uzimaju samo plodovi, cveće ili grane sa biljaka i ostavlja se živa biljka, ili ako je potrebno uzeti celu biljku, seme biljke se stavlja u praznu rupu iz koje je biljka uzeta. Vodi se računa da se ukloni samo nekoliko biljaka, cvetova ili grana, tako da ostaje dosta za nastavak snabdevanja. Udruženje prikupljača veruje da traganje za hranom od strane ljudi igra sve važniju ulogu u podršci, unapređenju i odbrani zdravlja svih biljaka, gljiva, algi, životinja (uključujući ljude) i staništa/sredine u kojoj one postoje. Baza podataka Biljke za budućnost navodi 7000 biljaka sa jestivom, medicinskom ili drugim upotrebama. U SAD, misija Ujedinjenih čuvara biljaka je da zaštiti domaće lekovito bilje Sjedinjenih Država i Kanade (kao što je goldensil) i njihovo prirodno stanište, istovremeno obezbeđujući obilje obnovljivih izvora lekovitih biljaka za generacije koje dolaze.
Četiri države i pet nacionalnih šuma u Americi aktivno upravljaju divljom žetvom ginsenga kako bi se osigurala održivost divljih populacija. U Evropi, nedrvni šumski proizvodi (npr. šumsko voće, pečurke, pluta, zrna bora, žir, lekovito bilje, eterična ulja, kesteni itd.) mogu biti značajni u bioprivredi, posebno u regionima gde drvo nije najisplativiji proizvod. Oni su ispitani tokom četvorogodišnje studije pod nazivom StarTree project koja je procenjivala prikupljanje nedrvnih šumskih proizvoda u 14 regiona Evrope kako bi se istražile najbolje prakse i komercijalne mogućnosti.
Nema dokaza da ishrana u malim količinama za ličnu upotrebu od strane ljudi i njihovih porodica ima bilo kakav uticaj na populacije biljaka i gljiva. Međutim, kada vrsta privuče široko rasprostranjeno komercijalno interesovanje, može se brzo naći pod pritiskom ako se ne poštuju održive procedure berbe i upravljanja. Primer za to je arnika, lekovita vrsta koja se koristi za pripremu homeopatskih lekova i veoma popularnih krema za prvu pomoć za kvrge i modrice. Sada je pod strogom zaštitom i uključena je u IUCN Crvenu listu ugroženih vrsta i u Crvene knjige i Crvene liste podataka mnogih evropskih zemalja. Uprkos gubitku staništa, arnika se uglavnom bere iz divljine. Procenjuje se da je količina suvog cveća koje se godišnje trguje u Evropi oko 50 tona. Sakupljanje Arnike u medicinske svrhe takođe je izazvalo nestanak ili smanjenje veličine nekoliko evropskih populacija. Pritisak na prirodne izvore ove biljke ublažava se odgovarajućom upotrebom arnike u evropskom regionu, gde se beru cvetne glavice.

## Faktori koji utiču na ponašanje u potrazi za hranom

### Učenje
Učenje se definiše kao adaptivna promena ili modifikacija ponašanja na osnovu prethodnog iskustva. Pošto se životno okruženje stalno menja, sposobnost prilagođavanja ponašanja u potrazi za hranom je od suštinskog značaja za maksimalizaciju kondicije. Studije na društvenim insektima su pokazale da postoji značajna korelacija između učenja i pribavljanja hrane.
Kod neljudskih primata, mladi pojedinci uče ponašanje u potrazi za hranom od svojih vršnjaka i starijih gledajući druge članove grupe kako se hrane i kopirajući njihovo ponašanje. Posmatranje i učenje od drugih članova grupe osiguravaju da mlađi članovi grupe nauče šta je bezbedno za jelo i da postanu vešti sakupljači hrane.
Jedna mera učenja je „inovacija u traženju hrane“—životinja koja konzumira novu hranu ili koristi novu tehniku traženja hrane kao odgovor na dinamično životno okruženje. Inovacija u traženju hrane smatra se učenjem, jer uključuje plastičnost ponašanja životinje. Životinja prepoznaje potrebu da smisli novu strategiju ishrane i uvede nešto što nikada ranije nije koristila kako bi maksimizirala svoju kondiciju (opstanak). Veličina prednjeg mozga je povezana sa ponašanjem u učenju. Očekuje se da će životinje sa većom veličinom mozga bolje učiti. Veća sposobnost inoviranja povezana je sa većom veličinom prednjeg mozga kod ptica sa severnoameričkih i britanskih ostrva prema Lefebru et al. (1997). U ovoj studiji, redova ptica koje su sadržavale jedinke sa većim veličinama prednjeg mozga pokazale su veću količinu inovacija u ishrani. Primeri inovacija zabeleženih kod ptica uključuju praćenje traktora i jedenje žaba ili insekata koje je žaba ubila i korišćenje drveća koje se njiše da bi uhvatili plen.
Druga mera učenja je prostorno-vremensko učenje (koji se takođe naziva učenje vremena i mesta), koje se odnosi na sposobnost pojedinca da poveže vreme događaja sa mestom tog događaja. Ova vrsta učenja je dokumentovana u ponašanju u potrazi za hranom pojedinaca bezžaočne vrste pčela Trigona fulviventris. Istraživanja su pokazala da su jedinke T. fulviventris naučile lokacije i vreme hranjenja i stigle na te lokacije do trideset minuta pre događaja hranjenja u iščekivanju nagrade hranom.

## Literatura
- Foley JA, Monfreda C, Ramankutty N, Zaks D (јул 2007). „Our share of the planetary pie”. Proceedings of the National Academy of Sciences of the United States of America. 104 (31): 12585—6. Bibcode:2007PNAS..10412585F. PMC 1937509 . PMID 17646656. doi:10.1073/pnas.0705190104 .
- Haberl H, Erb KH, Krausmann F, Gaube V, Bondeau A, Plutzar C, Gingrich S, Lucht W, Fischer-Kowalski M (јул 2007). „Quantifying and mapping the human appropriation of net primary production in earth's terrestrial ecosystems”. Proceedings of the National Academy of Sciences of the United States of America. 104 (31): 12942—7. Bibcode:2007PNAS..10412942H. PMC 1911196 . PMID 17616580. doi:10.1073/pnas.0704243104 .
- Purves, William K; Orians, Gordon H (2007). Life: The Science of Biology (8th изд.). W. H. Freeman. ISBN 978-1-4292-0877-2.
- Patish, Daizy Rani, ур. (2008). Ecological basis of agroforestry. CRC Press. ISBN 978-1-4200-4327-3.
- The Springer Journal, "Agroforestry Systems" (ISSN 1572-9680); Editor-In-Chief: Prof. Shibu Jose, H.E. Garrett Endowed Professor and Director, The Center for Agroforestry, University of Missouri
- Robbins, Jim (21. 11. 2011). „A Quiet Push to Grow Crops Under Cover of Trees”. The New York Times. Приступљено 22. 11. 2011.
- Interview with Eric Toensmeier on carbon farming (archive here, audio here), from Living on Earth show broadcast 25 November 2016.
- Kuyah, Shem; Öborn, Ingrid; Jonsson, Mattias; Dahlin, A Sigrun; Barrios, Edmundo; Muthuri, Catherine; Malmer, Anders; Nyaga, John; Magaju, Christine; Namirembe, Sara; Nyberg, Ylva; Sinclair, Fergus L (2016). „Trees in agricultural landscapes enhance provision of ecosystem services in Sub-Saharan Africa”. International Journal of Biodiversity Science, Ecosystems Services and Management: 1—19. doi:10.1080/21513732.2016.1214178 .
- Iqbal, Nausheen. „A Food Forest Grows in Atlanta”. USDA.gov blog. Приступљено 17. 6. 2018.[мртва веза]
- Schoeneberger, Michele M. (2017).  Patel-Weynand, Toral; Bentrup, Gary; Schoeneberger, Michele M, ур. „Agroforestry: Enhancing resiliency in U.S. agricultural landscapes under changing conditions.”. Gen. Tech. Report WO-96. doi:10.2737/WO-GTR-96. Приступљено 17. 6. 2018.
- Wojtkowski, Paul A. (1. 12. 1998). The theory and practice of agroforestry design: a comprehensive study of the theories, concepts and conventions that underlie the successful use of agroforestry. Science Publishers. ISBN 978-1-57808-034-2.
- Wojtkowski, P. (2019) Agroecology: Simplified and Explained, Springer, 420p.
- Wojtkowski, Paul Anthony (2002). Agroecological Perspectives in Agronomy, Forestry, and Agroforestry. Science Publishers. ISBN 978-1-57808-217-9.
- „Benefits of agroforestry”. Agroforestry Research Trust [in England]. Архивирано из оригинала 20. 4. 2015. г.
- Kuyah, Öborn; Jonsson, Dahlin; Barrios, Muthuri; Malmer, Nyaga; Magaju, Namirembe (2016). „Trees in agricultural landscapes enhance provision of ecosystem services in Sub-Saharan Africa”. International Journal of Biodiversity Science, Ecosystem Services & Management. 12: 255—273. S2CID 88708132. doi:10.1080/21513732.2016.1214178 .
- Harvey, Celia A.; Villalobos, Jorge A. González (1. 7. 2007). „Agroforestry systems conserve species-rich but modified assemblages of tropical birds and bats”. Biodiversity and Conservation. 16 (8): 2257—2292. Bibcode:2007BiCon..16.2257H. ISSN 0960-3115. S2CID 8412676. doi:10.1007/s10531-007-9194-2. hdl:11056/22760.
- Jose, Shibu (2009). „Agroforestry for ecosystem services and environmental benefits: An overview”. Agroforestry Systems. 76 (1): 1—10. Bibcode:2009AgrSy..76....1J. doi:10.1007/s10457-009-9229-7.
- Béliveau, Annie; Lucotte, Marc; Davidson, Robert; Paquet, Serge; Mertens, Frédéric; Passos, Carlos J.; Romana, Christine A. (децембар 2017). „Reduction of soil erosion and mercury losses in agroforestry systems compared to forests and cultivated fields in the Brazilian Amazon”. Journal of Environmental Management. 203 (Pt 1): 522—532. Bibcode:2017JEnvM.203..522B. ISSN 0301-4797. PMID 28841519. doi:10.1016/j.jenvman.2017.07.037.
- Young, Anthony (1994). Agroforestry for Soil Conservation. CAB International.
- Udawatta, Ranjith P.; Krstansky, J. John; Henderson, Gray S.; Garrett, Harold E. (јул 2002). „Agroforestry practices, runoff, and nutrient loss: a paired watershed comparison”. Journal of Environmental Quality. 31 (4): 1214—1225. ISSN 0047-2425. PMID 12175039. doi:10.2134/jeq2002.1214.
- Jose, Shibu (1. 5. 2009). „Agroforestry for ecosystem services and environmental benefits: an overview”. Agroforestry Systems. 76 (1): 1—10. Bibcode:2009AgrSy..76....1J. ISSN 0167-4366. S2CID 8420597. doi:10.1007/s10457-009-9229-7.
- Park, Chris C. (2001). The environment: principles and applications (2nd изд.). Routledge. стр. 564. ISBN 978-0-415-21770-5.
- Field CB, Behrenfeld MJ, Randerson JT, Falkowski P (јул 1998). „Primary production of the biosphere: integrating terrestrial and oceanic components”. Science. 281 (5374): 237—40. Bibcode:1998Sci...281..237F. PMID 9657713. doi:10.1126/science.281.5374.237.
- Whitman WB, Coleman DC, Wiebe WJ (јун 1998). „Prokaryotes: the unseen majority”. Proceedings of the National Academy of Sciences of the United States of America. 95 (12): 6578—83. Bibcode:1998PNAS...95.6578W. PMC 33863 . PMID 9618454. doi:10.1073/pnas.95.12.6578 .
- Groombridge B, Jenkins M (2002). World Atlas of Biodiversity: Earth's Living Resources in the 21st Century. BMC Public Health. 12. World Conservation Monitoring Centre, United Nations Environment Programme. стр. 439. ISBN 978-0-520-23668-4. PMC 3408371 . PMID 22709383. doi:10.1186/1471-2458-12-439 .
- Alexander, David E. (1. 5. 1999). Encyclopedia of Environmental Science. Springer. ISBN 978-0-412-74050-3.

## Spoljašnje veze
- The Association of Foragers: an international association for teachers of wild food foraging.
- Plants for a Future: database of 7000 species.
- United Plant Savers website